# بالجافيسي
بالجافيسي هي واحدة من البحيرات المتوسطة الحجم في دولة فنلندا، وتقع هذه البحيرة في منطقة سافو الجنوبية، في بلدية ميكيلي، هذه البحيرة تنتمي إلى منطقة تجمع المياه الرئيسية فوكوسي.